# Phoebastria nigripes
Phoebastria nigripes là một loài chim trong họ Diomedeidae.